# لوكا مارينللي
لوكا مارينللي (بالإيطالية: Luca Marinelli)‏ ممثل إيطالي، ولد في 22 أكتوبر 1984 في مدينة روما عاصمة إيطاليا.

## أشهر الأعمال الذي شارك فيها
- فيلم الحرس القديم (بالإنجليزية: The Old Guard)
- فيلم يطلقون علي جيج (بالإنجليزية: They Call Me Jeeg)
- فيلم لا تكن سيئًا (بالإنجليزية: Don't Be Bad)
- فيلم أطلق لنفسك العنان (بالإنجليزية: Let Yourself Go)
- فيلم ذكريات (بالإنجليزية: Ricordi)
- فيلم ثقة (بالإنجليزية: Trust)

## جوائز
- حصل على جائزة كأس فولبي لأفضل ممثل في مهرجان البندقية السينمائي عن فيلمه «مارتن إيدن» .[2]